# Protozoose

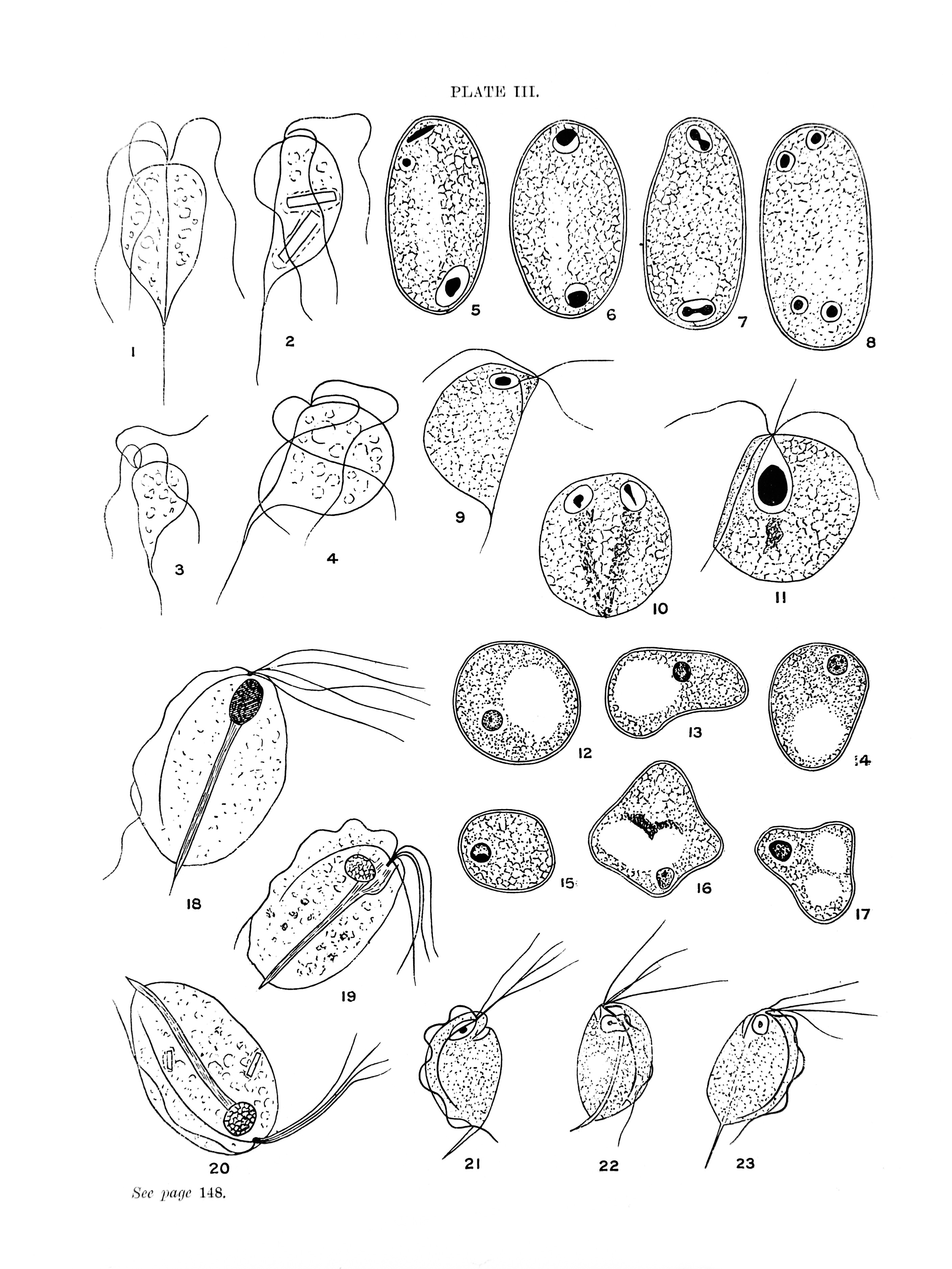
Estágios dos protozoários flagelados intestinais.

Protozooses ou Protozoonoses são as doenças causadas por protozoários parasitas. Os protozoários são organismos eucariontes, heterótrofos e cuja grande maioria é de vida livre e são encontrados nos mais diversificados ambientes.

## Classificação
Classificação de acordo com sua locomoção em  : 
- Ciliados: locomoção por cílios. Exemplo: Balantidium coli
- Flagelados: locomoção por flagelos. Exemplo: Giardia lamblia, Trichomonas vaginalis, Leishmania brasiliensis, Leishmania chagasi, Trypanosoma cruzi e Trypanosoma brucei.
- Rizópodes ou Amebócitos- locomoção por pseudópodes. Exemplo: Entamoeba histolytica
- Esporozoários - sem estrutura de locomoção. Exemplo: Plasmodium vivax e Toxoplasma gondii

## Doenças
| Nome popular                                                              | Agente etiológico                                | Transmissão | Hospedeiro                                                    |
| ------------------------------------------------------------------------- | ------------------------------------------------ | --- | ------------------------------------------------------------- |
| Acantamoebíase                                                            | Acanthamoeba culbertsoni                         | água e uso de lentes contaminadas, aspiração de pó com cistos                                                                    | homem                                                         |
| Balantidiose                                                              | Balantidium coli                                 | água e alimentos contaminados, hábitos de higiene inadequados                                                                    | homem, suínos                                                 |
| Ceratite                                                                  | Acanthamoeba culbertsoni                         | contato direto da ameba com o olho e uso de lentes contaminadas                                                                  | homem                                                         |
| Criptosporidíase                                                          | Cryptosporidium parvum, Cryptosporidium hominis  | água e alimentos contaminados | répteis, aves, mamíferos, homem                               |
| Diarreia                                                                  | Entamoeba histolytica, Giardia lamblia           | infecções por vírus, bactérias ou parasitas, água e alimentos contaminados, efeitos colaterais de drogas, intolerância à lactose | homem                                                         |
| Disenteria amébica, disenteria amebiana ou amebíase                       | Entamoeba histolytica                            | água e alimentos contaminados, hábitos de higiene inadequados                                                                    | homem                                                         |
| Doença de Chagas, mal de Chagas ou chaguismo ou tripanossomíase americana | Trypanosoma cruzi                                | picada do barbeiro (Triatoma infestans), transfusão sanguínea                                                                    | homem, gambá                                                  |
| Doença do sono ou tripanossomíase africana                                | Trypanosoma brucei                               | picada da mosca tsé-tsé | homem                                                         |
| Eimeriose ou coccidiose                                                   | Eimeria sp.                                      | água e alimentos contaminados | aves, ovinos jovens                                           |
| Encefalite amebiana granulomatosa                                         | Balamuthia mandrillaris,Acanthamoeba culbertsoni | inalando água ou pó com cistos                                                                                                   | homem, primatas                                               |
| Encefalite Amebiana Primária                                              | Naegleria fowleri                                | inalando água contendo o parasita                                                                                                | homem, aves                                                   |
| Giardiose ou giardíase                                                    | Giardia lamblia                                  | água e alimentos contaminados, hábitos de higiene inadequados                                                                    | homem, cães, gatos, bovinos                                   |
| Histomoníase                                                              | Histomonas meleagridis                           | | aves                                                          |
| Isosporíase                                                               | Isospora belli                                   | água e alimentos contaminados | homem                                                         |
| Leishmaniose, leishmaníase, calazar ou úlcera de Bauru                    | Leishmania sp.                                   | picada dos mosquitos dos gêneros Phlebotomus e Lutzomyia                                                                         | homem                                                         |
| Malária ou paludismo                                                      | Plasmodium sp.                                   | picada dos mosquitos do gênero Anopheles e Lutzomyia                                                                             | homem                                                         |
| Naegleríase                                                               | Naegleria fowleri                                | água contaminada | aves, homem                                                   |
| Piroplasmose ou babesiose                                                 | Babesia canis, Babesia equi, Babesia caballi     | picada de carrapato | equinos, bovinos, canínos                                     |
| Toxoplasmose                                                              | Toxoplasma gondii                                | água e alimentos contaminados, transmissão congênita                                                                             | aves, suínos, caprínos, bovinos, roedores, cães, gatos, homem |
| Tricomoníase, tricomoniose ou tricomonose                                 | Trichomonas vaginalis                            | relações sexuais, contato com roupas íntimas contaminadas, hábitos de higiene inadequados                                        | homem                                                         |

## Detalhes

### Amebíase
Amebíase é uma doença causada pelo protozoário Entamoeba histolytica;
Sintomas
- Diarreia;
- Náuseas;
- Vômitos
- Cólicas intestinais.

Contaminação
Por água ou alimentos contaminados por cistos.
Prevenção
- Saneamento básico;
- Higiene pessoal;
- Lavar bem os alimentos e ferver a água antes de beber;

### Giardíase
Doença causada pelo protozoário Giardia lamblia;
Sintomas
- Náuseas;
- Vômitos;
- Diarreia.

Contaminação
Ingestão de cistos na água ou nos alimentos;
Prevenção
- Saneamento básico;
- Higiene pessoal;
- Lavar bem os alimentos e ferver a água antes de beber;

### Doença de chagas
Causada pelo protozoário Trypanosoma cruzi.
Transmissão
Através do Barbeiro (inseto) contaminado pelo parasita.
Sintomas
- Febre;
- Mal estar;
- Inchaço nos olhos;
- Aumento do esofago,fígado e coração.

Prevenção
- Erradicação do barbeiro, um percevejo que gosta de esconder em casas de barro, madeira ou palha.

### Doença do sono
Causada pelo protozoário Trypanosoma brucei  e tem um mosquito como vetor.
Transmissão
Através da picada da mosca tsé-tsé; da mãe para o feto; ou contato com sangue contaminado.
Sintomas
- Febre;
- Tremores e dores musculares;
- Mal estar;
- Redução de peso;
- Insuficiência cardíaca;
- Acometimento do sistema nervoso

Prevenção
- Combate e proteção contra os mosquitos

### Balantidiose
A Balantidiose é causada pelo protozoário Balantidium brucei, cujo hospedeiro primário é o porco.
Transmissão
Fecal-Oral: Ingestão de cistos do protozoário na água e alimentos. Contato direto com intestinos ou fezes dos porcos.
Sintomas
- Febre;
- Náusea;
- Diarreia com muco e sangue ou Constipação;

Prevenção
- Saneamento básico;
- Higiene pessoal;
- Lavar bem os alimentos;
- Ferver a água antes de beber em locais sem tratamento de esgoto;

### Toxoplasmose
A Toxoplasmose é causada pelo protozoário Toxoplasma gondii
Transmissão
Ingestão de água ou alimentos contaminados; da mãe para o feto; ou de terra com fezes contaminadas de gatos infectados em contato com a boca ou os olhos.
Sintomas
Assintomática em pessoas saudáveis. Em pessoas imunocomprometidas causa:
- Febre;
- Encefalite;
- Manchas pelo corpo;
- Dores no corpo;
- Lesões na retina.

Prevenção
- Saneamento básico;
- Higiene pessoal;
- Lavar bem os alimentos;
- Ferver a água antes de beber em locais sem tratamento de esgoto;
- Não deixar bebês colocarem terra ou objetos contaminados com fezes de gatos na boca;
- Usar luvas ao limpar as fezes de gatos;

### Malária
A Malária  é causada pelo protozoário do gênero Plasmodium
Sintomas
- Febre alta;
- Calafrios;
- Dor de cabeça;
- Pele amarelada e cansaço.

Prevenção
- Combate e proteção contra os mosquitos